# Arthrodendron
Arthrodendron es un género de foraminífero bentónico de la familia Aschemocellidae, de la superfamilia Hormosinoidea, del suborden Hormosinina y del orden Lituolida. Su especie tipo es Arthrodendron diffusum. Su rango cronoestratigráfico abarca el Holoceno.

## Discusión
Clasificaciones previas incluían Arthrodendron en el suborden Textulariina del orden Textulariida o en el orden Lituolida sin diferenciar el suborden Hormosinina.

## Clasificación
Arthrodendron incluye a las siguientes especies:
- Arthrodendron diffusum